# Hugo Sinzheimer
Hugo Sinzheimer (Worms, 12 aprile 1875 – Bloemendaal, 16 settembre 1945) è stato un giurista tedesco tra gli autori della costituzione di Weimar.
Sinzheimer fu uno dei primi accademici a specializzarsi in diritto del lavoro pubblicando un'introduzione a questa branca del diritto (Der korporative Arbeitsnormenvertrag) nel 1907. Fu uno dei membri dell'Assemblea nazionale costituente tedesca, che promulgò la Costituzione di Weimar. Avendo avuto una grande influenza sulla stesura della sezione relativa al diritto del lavoro della Costituzione, in Germania è considerato "il padre del diritto del lavoro". Si ispirò agli ideali della dignità e della libertà di ogni essere umano.
Come avvocato, ha spesso rappresentato gruppi politici e sindacali. Aderì al Partito Socialdemocratico di Germania nel 1914. Dal 1920 in poi fu professore di diritto del lavoro e sociologia del diritto all'Università di Francoforte.
Nel 1933 Sinzheimer, che era ebreo, fu costretto a emigrare nei Paesi Bassi a seguito delle persecuzioni nella Germania nazista. Nel 1940 fu catturato e deportato per quattro mesi nel campo di concentramento di Theresienstadt. Riuscì a ottenere il rilascio e dovette tornare a nascondersi nella soffitta di amici. Dopo la liberazione dei Paesi Bassi nel maggio 1945 si trovò in condizione gravi per la stanchezza e la malnutrizione. Non si riprese più e morì alcuni mesi più tardi.